# Euparthenos unilineata
Euparthenos unilineata är en fjärilsart som beskrevs av Ralph L. Chermock 1940. Euparthenos unilineata ingår i släktet Euparthenos och familjen nattflyn. Inga underarter finns listade i Catalogue of Life.